# 哈达铺会议旧址
哈达铺会议旧址，位于中国甘肃省宕昌县，2001年6月25日公布为第五批全国重点文物保护单位，类型为近现代重要史迹及代表性建筑。
哈达铺会议旧址的历史年代为1935～1936年。